# دانشکده علوم کامپیوتر خوری
کالج علوم کامپیوتر خوری دانشکده علوم کامپیوتر دانشگاه نورث ایسترن در بوستون، ماساچوست است. این اولین کالج در ایالات متحده بود که در سال ۱۹۸۲ به رشته علوم کامپیوتر اختصاص داشت علاوه بر علوم کامپیوتر، در علم داده و امنیت سایبری نیز تخصص دارد. این کالج همچنین جزو اولین کسانی بود که برنامه درجه تضمین اطلاعات را ارائه کرد. کالج خوری لیسانس علوم (BS)، لیسانس هنر (BA), کارشناسی ارشد (MS) و دکترا در علوم کامپیوتر و همچنین مدارک کارشناسی و کارشناسی ارشد در رشته‌های بین رشته‌ای و مرتبط با کامپیوتر ارائه می‌دهد. حدود ۱۰۰۰ کاندید کارشناسی ارشد و ۱۳۳ کاندیدای دکترا در کالج ثبت نام کرده‌اند.